# Charlot mitron
Pour plus de détails, voir Fiche technique et Distribution.
Charlot mitron (Dough and Dynamite) est une comédie burlesque américaine de et avec Charlie Chaplin, sortie le 26 octobre 1914.

## Synopsis
Charlot et Chester sont serveurs dans un salon de thé-boulangerie. La maladresse et l'impolitesse de Charlot font fuir les clients et déclenchent des disputes avec ses collègues.
Les boulangers se mettent en grève, car ils considèrent leurs salaires trop faibles et leur travail trop difficile. Le patron, plutôt que de les augmenter, les remplace par les deux serveurs. Pour se venger, les boulangers décident de faire sauter le salon à la dynamite. Pour cela, ils introduisent un pain chargé en explosif dans l'établissement, et sous prétexte qu'il est trop lourd, le font faire recuire.
Pendant ce temps, Charlot et Chester se disputent pour pouvoir flirter avec deux clientes, et se rendent coup pour coup. Le patron s'imagine alors que Charlot a également flirté avec sa femme. S'ensuit une course-poursuite et une bagarre générale, qui s'achève lorsque le four à pain explose et détruit le salon.

## Fiche technique
- Titre : Charlot mitron
- Titre original : Dough and Dynamite
- Autre titre : The Doughnut Designers[1]
- Réalisation : Charlie Chaplin
- Scénario : Charlie Chaplin
- Photographie : Frank D. Williams
- Producteur : Mack Sennett
- Studio de production : The Keystone Film Company
- Distribution : Mutual Film Corporation
- Pays : États-Unis
- Format : Noir et blanc - 1,37:1 - Format 35 mm
- Langue : film muet intertitres anglais
- Genre : Comédie
- Durée : deux bobines
- Date de sortie :
  - États-Unis :  26 octobre 1914

## Distribution
- Charlie Chaplin : Charlot, un serveur
- Chester Conklin : l'autre serveur
- Fritz Schade : le patron
- Norma Nichols : la femme du patron
- Cecile Arnold : la serveuse
- Vivian Edwards : une cliente
- Phyllis Allen : une cliente
- John Francis Dillon : un client
- Edgar Kennedy : un boulanger
- Slim Summerville : un boulanger
- Charley Chase : un client
- Wallace MacDonald : un client
- Charles Bennett : le client en colère (non crédité)
- Glen Cavender : le maître-boulanger (non crédité)
- Jess Dandy : la cuisinière (non créditée)